# Shūji Kashiwabara
Shūji Kashiwabara (jap. 柏原 収史 Kashiwabara Shūji; ur. 23 grudnia 1978) – japoński aktor filmowy i telewizyjny.

## Filmografia

### Seriale
- 1994: Ningen Shikkaku: Tatoeba bokuga shindara jako Kolega z klasy Makoto
- 2003: Dr. Kotō Shinryōjo jako Toru Furukawa
- 2007: First Kiss
- 2012: Somato kabushiki gaisha jako Tomoki Tsutsumi

### Filmy
- 1995: Ashita jako Jun Takayanagi
- 2003: Seventh Anniversary jako Tenpei
- 2009: Za kodo: Ango jako Detektyw 511
- 2011: Rokku wanko no shima